# Ua Pou (Gemeinde)

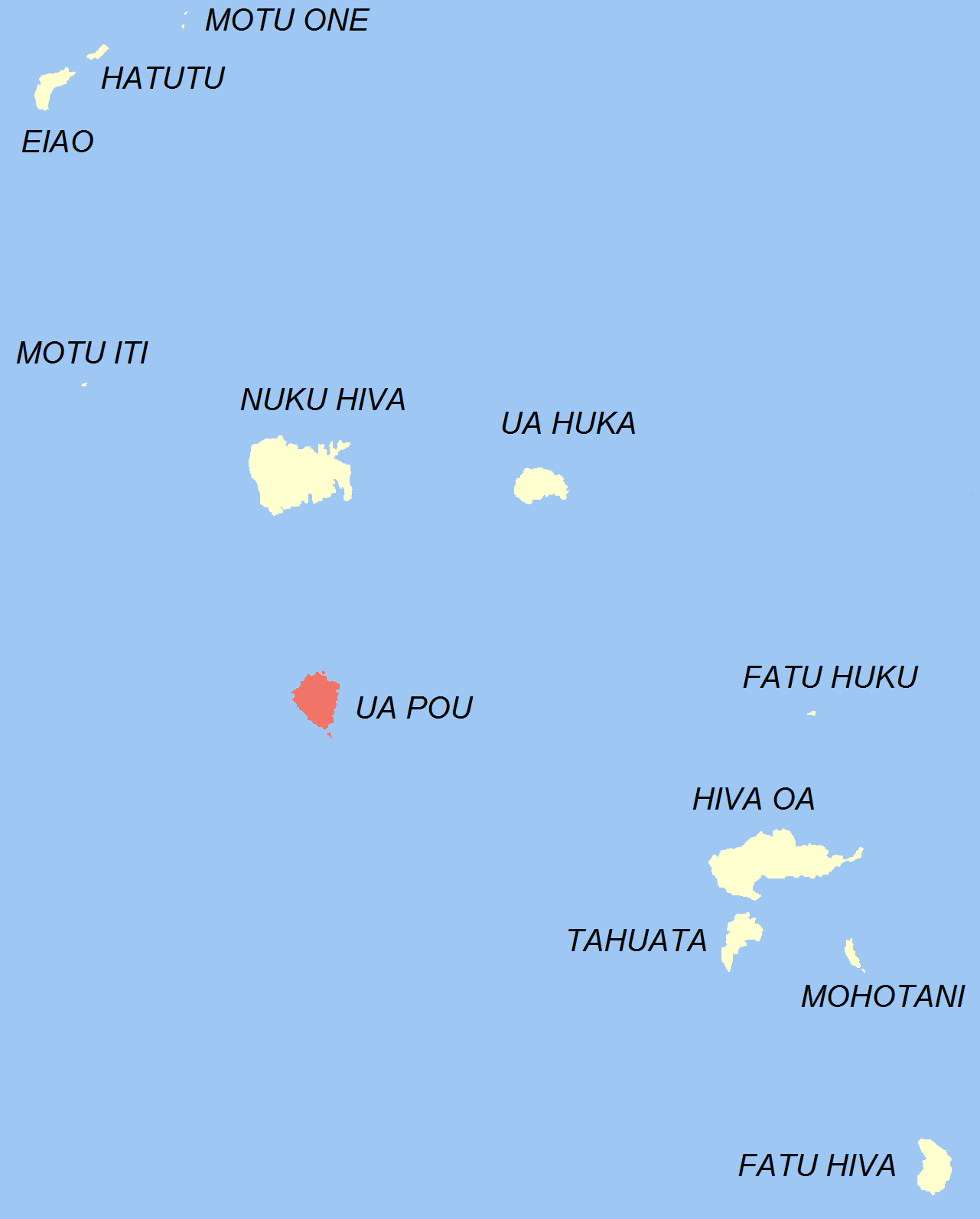
Lage der Gemeinde Ua Pou innerhalb der Marquesas

Ua Pou ist eine Gemeinde in Französisch-Polynesien mit 2168 Einwohnern (Volkszählung 2022).

## Geografie
Die Gemeinde Ua Pou umfasst die gleichnamige, 105 km² große Insel im Pazifischen Ozean. Sie gehört zur Subdivision Marquesas. Ihr Verwaltungssitz befindet sich in Hakahau.

## Gliederung
Die Gemeinde gliedert sich in zwei Teilgemeinden (commune associée) mit insgesamt acht Dörfern (die Dörfer in der Reihenfolge des Uhrzeigersinns, beginnend im Nordwesten):
- Hakahau (im Nordosten, 1654 Einwohner)
  - Hakahetau
  - Hakahau
  - Hakamoui (Hakamui)
  - Paumea
  - Hohoi

- Hakamaii (im Südwesten, 514 Einwohner)
  - Hakatao
  - Hakamaii
  - Haakuti